# Schloss Tressow
Das Schloss Tressow ist ein denkmalgeschütztes Herrenhaus. Es befindet sich auf einer Anhöhe am Tressower See im Ortsteil Tressow der Gemeinde Bobitz ca. 12 km südwestlich von Wismar.

## Geschichte und Beschreibung

### Bauherr und Baumeister
Tressow befand sich ursprünglich im Besitz der Familie von Plessen und darauf von 1751 bis 1945 der Grafen von der Schulenburg.
Architekt war der Schweriner Hofbaumeister Georg Daniel, ein später Schinkelschüler. Das Haus wurde 1862 bis 1865 zusammen mit einem stattlichen Marstall erbaut. Bauherr war Graf Werner von der Schulenburg (1829–1911). Ihm folgte Friedrich Graf von der Schulenburg. Die Tressower Schulenburgs besaßen zugleich in der Gegend die Güter Bobitz, Groß Krankow, Petersdorf und Köchelstorf.

### Außenanlage
Das elfachsige Schloss wurde im florentinischen / spätklassizistischen Stil erbaut auf einer Grundfläche von etwa 600 m². An der Nordfassade befinden sich ein Mittelrisalit und eine große Sandsteinfreitreppe. Die gegenüberliegende, südliche Fassade hat einen Mittelrisalit mit einer Balustrade als oberen Abschluss und eine Terrasse davor. An der Ostfassade dient ein Altan als Kutschenvorfahrt, eine Terrasse darüber zeigt eine Balustrade. Auch die Westfassade war mit einem, wenn auch kleinerem Altan mit Balustrade verziert.
Zu dem Anwesen zählten auch ein großer englischer Landschaftspark und eine Gärtnerei, die beide noch erhalten sind. Wesentliches Gestaltungsmerkmal war die Sichtachse vom Schloss zum See.
Im Wald südlich des Schlosses liegt die Grabstätte der Familie von der Schulenburg-Tressow, in der viele Familienmitglieder bestattet sind (zurzeit unzugänglich).

### Innenausstattung
Im Inneren gab es eine für die Zeit moderne Ausstattung.
Im Treppenhaus steht eine gusseiserne Treppe mit Marmorstufen. In der Beletage gab es eine Schwerkraftzentralheizung, das Obergeschoss wurde durch Öfen beheizt, welche vom Flur aus angefeuert wurden, sodass das Personal nicht in die Zimmer musste.
Ferner gab es zahlreiche Bäder mit fließendem Wasser aus einem Wasserreservoir im Dachstuhl. Das Wasser wurde die ersten Jahre von Hand aus dem Brunnen in das Reservoir gepumpt.
Ein Speiselift beförderte Speisen aus dem Souterrain, wo sich die Küche befand, in den Speisesaal darüber oder auch in das Obergeschoss.
Direkt vor der Küche befinden sich ein unterirdischer Eiskeller und unterirdische Räume, welche von der Küche über einen Gang erreicht werden konnten. Im Winter wurde über eine Falltür im Eiskeller Eis aus dem Tressower See eingelagert, welches bis in den Spätsommer reichte und Speisen kühlte.
Im Souterrain befand sich eine Kapelle, die wohl überwiegend von den Angestellten genutzt wurde.

### Nutzung zur DDR-Zeit
Die Familie wurde im Sommer 1945 zunächst vertrieben und im Herbst formal enteignet. Im Haus wurde zunächst eine Dorfschule, später dann ein Internat für lernschwache Kinder eingerichtet.
In den 1980er Jahren wurde das Haus aufgrund des schlechten Zustands gesperrt und später Teile der Ausstattung wie Marmorkamine und Marmorböden geplündert.

### Heutige Nutzung
Nach der Wende erneuerte die Gemeinde zunächst das Dach samt Dachstuhl, dann erfolgte ein Verkauf in private Hand. Es erfolgte eine schrittweise Sanierung des Hauses. Heute befinden sich im Obergeschoss vier Ferienwohnungen mit Schlosscharakter, Räume in der Beletage können für Feiern wie z. B. Hochzeiten angemietet werden.

## Trivia
Das Leben im Schloss wurde von Tisa von der Schulenburg (eigentlich: Elisabeth Karoline Mary Margarete Veronika Gräfin von der Schulenburg), die im Schloss aufgewachsen ist, in ihren autobiographischen Büchern wie z. B. im Buch Ich hab’s gewagt geschildert.